# Olivia Baril
Olivia Baril (Rouyn-Noranda, 10 ottobre 1997) è una ciclista su strada canadese che corre per il Movistar Team Women. Attiva in formazioni Elite UCI dal 2020, nel 2024 ha vinto il titolo nazionale in linea.

## Palmarès
- 2022 (Valcar-Travel & Service, una vittoria)

Gran Premio Ciudad de Eibar
- 2023 (UAE Team ADQ, due vittorie)

Gran Premio Ciudad de Eibar
7ª tappa Tour Cycliste Féminin International de l'Ardèche (Beauchastel > Privas)
- 2024 (Movistar Team, tre vittorie)

Women Cycling Pro Costa de Almería
1ª tappa Vuelta Extremadura Féminas (Nuñomoral > Coria)
Campionati canadesi, prova in linea Elite

### Altri successi
- 2022 (Valcar-Travel & Service)

Classifica giovani Tour de Suisse Women

## Piazzamenti

### Grandi Giri
- Giro d'Italia

2022: ritirata (3ª tappa)
- Tour de France

2022: 104ª
2023: 29ª
2024: 41ª
- Vuelta a España

2023: 19ª
2024: 30ª

### Competizioni mondiali
- Campionati del mondo

Wollongong 2022 - In linea Elite: 37ª
Glasgow 2023 - Cronometro Elite: 19ª
Glasgow 2023 - In linea Elite: 34ª
Zurigo 2024 - Cronometro Elite: 30ª
Zurigo 2024 - Staffetta mista: 7ª
Zurigo 2024 - In linea Elite: 41ª
- Giochi olimpici

Parigi 2024 - Cronometro: 20ª
Parigi 2024 - In linea: 44ª